# Shark Tank
A Shark Tank egy amerikai vetélkedőműsor/valóságshow. A sorozat a nemzetközi (eredetileg japán) Dragons’ Den franchise-on alapul. Mark Burnett készítette. A tengerentúlon társsorozatot is sugároznak, Beyond the Tank címmel.

## Cselekmény
A műsorban befektetők ("cápák") szerepelnek, akiket fiatal emberek keresnek fel különféle találmányaikkal vagy friss ötleteikkel, akár már működő vállalkozásaikkal, hogy befektetéseket kérjenek ezekhez. Ha azonban a cápáknak nem tetszik az adott versenyző bemutatott találmánya vagy ötlete, a delikvens pénz nélkül távozik.

## Magyar verzió
Először az RTL Klub vetített hasonló sorozatot 2006-ban Ecopoly néven.
Az RTL Klub műsora, a 2019. február 18-án indult Cápák között a Shark Tank-en alapul: öt befektetőt ismerhetünk meg, akik a magyar üzleti életben jelentős szereplők. Nekik mutatják be ötleteiket/vállalkozásaikat a résztvevők, a befektetés reményében.

## Közvetítés
Jelenleg 10 évaddal rendelkezik. A tizedik évad 2018 októberében indult. 42 perces egy epizód. Magyarországon soha nem vetítették az eredeti sorozatot. Az USA-ban az ABC (American Broadcasting Company) sugározza 2009. augusztus 9. óta.